# Premier League (Cambogia)
La Premier League cambogiana (in khmer លីគកំពូលកម្ពុជា, Lik Kâmpul Kâmpŭchéa), già nota come C-League (ការប្រកួតកីឡាកម្ពុជា ម៉េតហ្វូន), è la massima serie del campionato cambogiano di calcio.

## Squadre partecipanti
Stagione 2023-2024
| Squadra               | Città        | Stagione precedente            |
| --------------------- | ------------ | ------------------------------ |
| Angkor Tiger          | Siem Reap    | 7° in Cambodian Premier League |
| Boeung Ket            | Phnom Penh   | 4° in Cambodian Premier League |
| ISI Dangkor Senchey   | Phnom Penh   | 2° in Cambodia Second League   |
| Kirivong Sok Sen Chey | Takéo        | 8° in Cambodian Premier League |
| Nagaworld             | Kampong Speu | 5° in Cambodian Premier League |
| Phnom Penh Crown      | Phnom Penh   | Campione della Cambogia        |
| Svay Rieng            | Svay Rieng   | 3° in Cambodian Premier League |
| Prey Veng             | Prey Veng    | 5° in Cambodia Second League   |
| Tiffy Army            | Phnom Penh   | 6° in Cambodian Premier League |
| Visakha               | Phnom Penh   | 2° in Cambodian Premier League |

## Albo d'oro
- 1982:  Ministry of Commerce
- 1983:  Ministry of Commerce
- 1984:  Ministry of Commerce
- 1985:  National Defense Ministry
- 1986:  National Defense Ministry
- 1987:  Ministry of Health
- 1988:  Kampong Cham
- 1989:  Ministry of Transports
- 1990:  Ministry of Transports
- 1991:  Department of Municipal Constructions

- 1992:  Department of Municipal Constructions
- 1993:  National Defense Ministry
- 1994:  Civil Aviation
- 1995:  Civil Aviation
- 1996:  Body Guards Club
- 1997:  Body Guards Club
- 1998:  Royal Dolphins
- 1999:  Royal Dolphins
- 2000:  National Police
- 2001: Non disputato

- 2002:  Samart United[1]
- 2003: Non disputato
- 2004: Non disputato
- 2005:  Khemara Keila
- 2006:  Khemara Keila
- 2007:  Nagacorp
- 2008:  Phnom Penh Empire[1]
- 2009:  Nagacorp
- 2010:  Phnom Penh Crown[1]
- 2011:  Phnom Penh Crown[1]
- 2012:  Boeung Ket

- 2013:  Svay Rieng
- 2014:  Phnom Penh Crown
- 2015:  Phnom Penh Crown
- 2016:  Boeung Ket
- 2017:  Boeung Ket
- 2018:  Nagaworld
- 2019:  Svay Rieng
- 2020:  Boeung Ket
- 2021:  Phnom Penh Crown
- 2022:  Phnom Penh Crown
- 2023-2024:  Svay Rieng
- 2024-2025:  Svay Rieng

## Vittorie per squadra
| Club                                  | Vittorie | Stagioni                                       |
| ------------------------------------- | -------- | ---------------------------------------------- |
| Phnom Penh Crown (Samart & PP Empire) | 8        | 2002, 2008, 2010, 2011, 2014, 2015, 2021, 2022 |
| Boeung Ket                            | 4        | 2012, 2016, 2017, 2020                         |
| Svay Rieng (Preah Khan Reach)         | 4        | 2013, 2019, 2024, 2025                         |
| National Defense Ministry             | 3        | 1985, 1986, 1993                               |
| Ministry of Commerce                  | 3        | 1982, 1983, 1984                               |
| Nagacorp / Nagaworld                  | 3        | 2007, 2009, 2018                               |
| Ministry of Transports                | 2        | 1989, 1990                                     |
| Department of Municipal Constructions | 2        | 1991, 1992                                     |
| Civil Aviation                        | 2        | 1994, 1995                                     |
| Body Guards Club                      | 2        | 1996, 1997                                     |
| Royal Dolphins                        | 2        | 1998, 1999                                     |
| Khemara Keila                         | 2        | 2005, 2006                                     |
| Kampong Cham                          | 1        | 1988                                           |
| Ministry of Health                    | 1        | 1987                                           |
| National Police                       | 1        | 2000                                           |

## Capocannonieri
| Anno    | Capocannoniere     | Squadra               | Gol |
| 2005    | Hok Sochivorn      | Hello United          | 22  |
| 2006    |                    |                       |     |
| 2007    |                    |                       |     |
| 2008    |                    |                       |     |
| 2009    | Justine Uch Prince | Spark                 | 21  |
| 2010    | Julius Ononiwu     | Kirivong Sok Sen Chey | 25  |
| 2011    | Oiboh Julius       | Nagacorp              | 28  |
| 2012    | Nwakuna Friday     | Boeung Ket            | 20  |
| 2013    | Khoun Laboravy     | Svay Rieng            | 20  |
| 2014    | Dzarma Bata        | Svay Rieng            | 23  |
| 2015    | Chan Vathanaka     | Boeung Ket            | 37  |
| 2016    | Chan Vathanaka     | Boeung Ket            | 22  |
| 2017    |                    |                       |     |
| 2018    | George Bisan       | Nagaworld             | 28  |
| 2019    | Befolo Mbarga      | Svay Rieng            | 36  |
| 2020    | Befolo Mbarga      | Svay Rieng            | 16  |
| 2021    | Marques Marcio     | Nagaworld             | 20  |
| 2022    |                    |                       |     |
| 2023/24 | Marcus Haber       | Svay Rieng            | 31  |
| 2024/25 | Andrés Nieto       | Phnom Penh Crown      | 21  |